# 10월 (2010년 영화)
10월(Octubre, October)은 페루에서 제작된 디에고 베가 감독의 2010년 드라마 영화이다. 2010년 칸 영화제의 주목할 만한 시선 부문에서 상영되었다. 이 영화는 제84회 아카데미상의 외국어 부문에 출품되었으나 최종 후보자 명단에 오르지는 못했다.